# Amsterdams spårväg
Amsterdams spårväg utgör, förutom bussar och tunnelbana, en viktig del av Amsterdams lokaltrafik. Spårvagnstrafiken drivs av bolaget GVB (Gemeentevervoerbedrijf), som även driver busstrafiken, tunnelbanan och vissa färjor. Linjenätet täcker stora delar av staden med sina 15 linjer och är ett av världens större spårvagnslinjenät med sin längd av 95 km.

## Linjer
| Linje  | Sträcka                                               |
| ------ | ----------------------------------------------------- |
| 1      | Muiderpoortstation – Osdorp De Aker (Matterhorn)      |
| 2      | Centraal Station – Nieuw Sloten (Oudenaardeplantsoen) |
| 3      | Westergasfabriek – Flevopark                          |
| 4      | Centraal Station – Frederiksplein – Station RAI       |
| 5      | Zoutkeetsgracht – Amstelveen (Binnenhof)              |
| 7      | Slotermeer – Azartplein                               |
| 12     | Amstelstation – Centraal Station                      |
| 13     | Centraal Station – Geuzenveld (Lambertus Zijlplein)   |
| 14     | Centraal Station – Javaplein                          |
| 17     | Centraal Station – Osdorp (Dijkgraafplein)            |
| 19     | Station Sloterdijk - Diemen Sniep                     |
| 24     | Frederiksplein – De Boelelaan/VU                      |
| 25     | Station Zuid – Uithoorn Centrum                       |
| 26     | Centraal Station – IJburg (IJburglaan)                |
| 27     | Surinameplein – Osdorp (Dijkgraafplein)               |
| Totalt |                                                       |

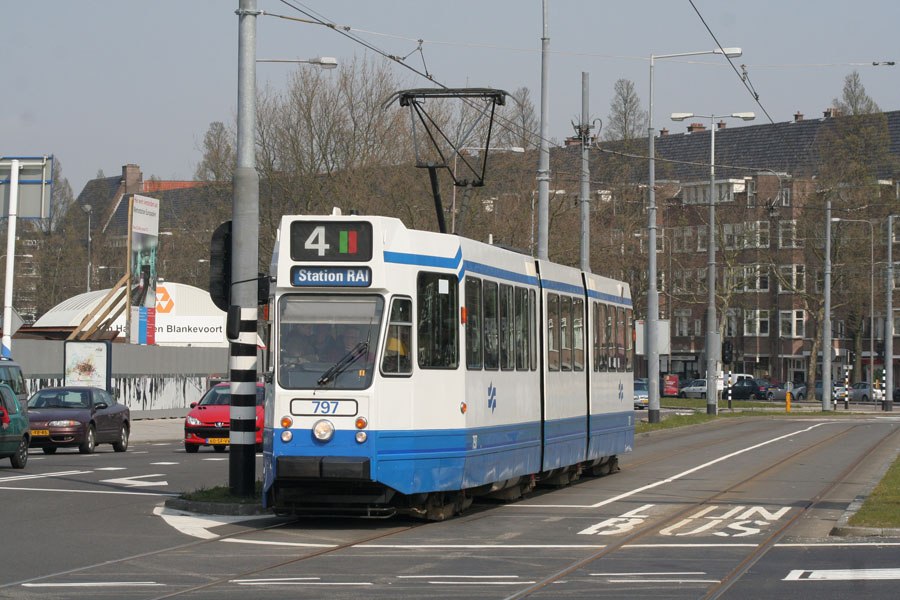
Vagn från 1980-talet
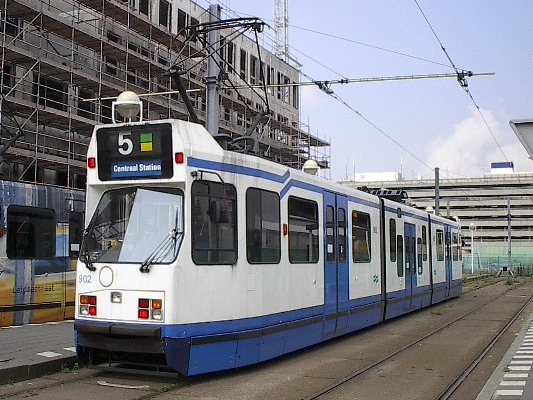
Vagn från 1990-talet
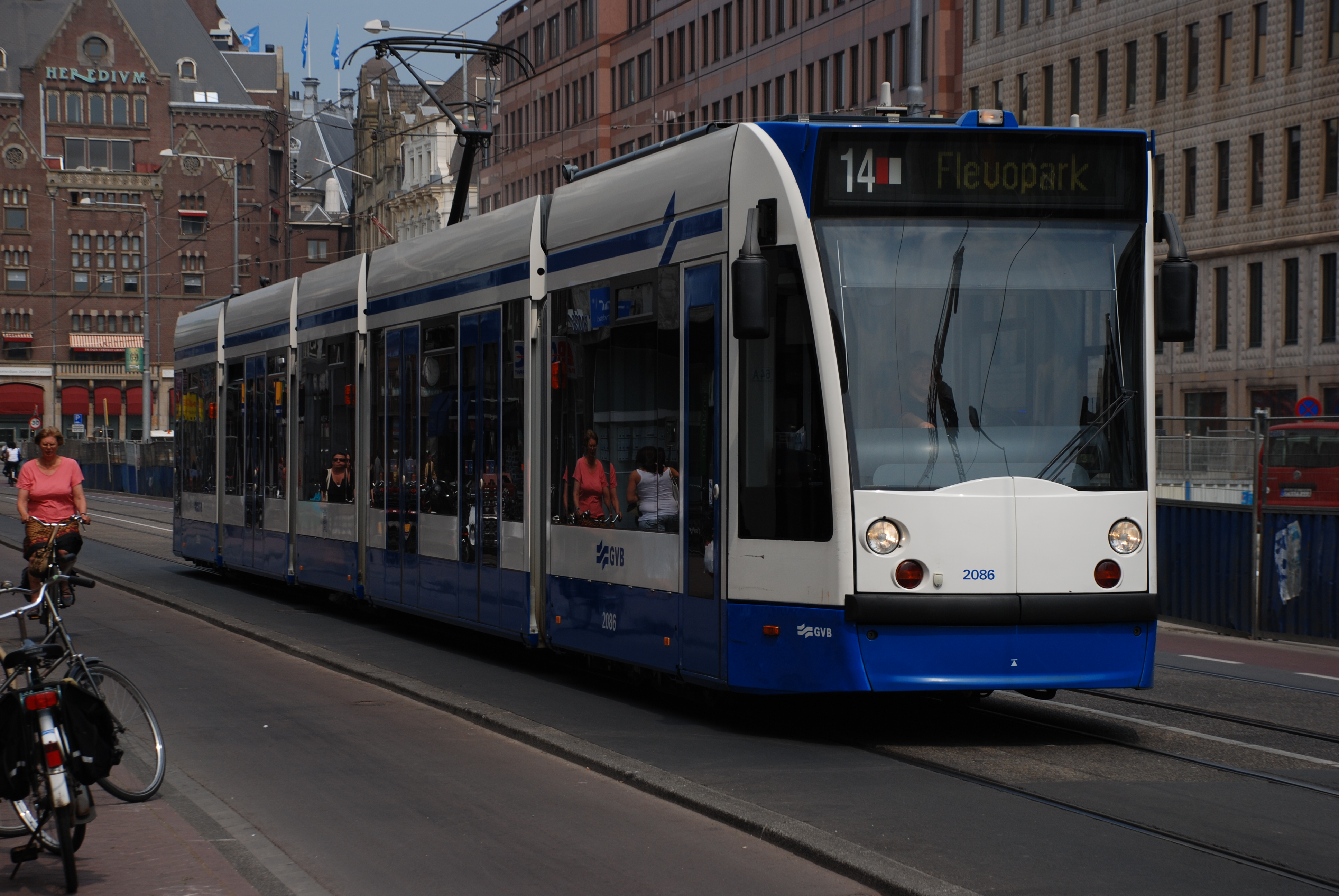
Den mest förekommande modellen "Combino" (Siemens) med lågt golv från 2000-talet
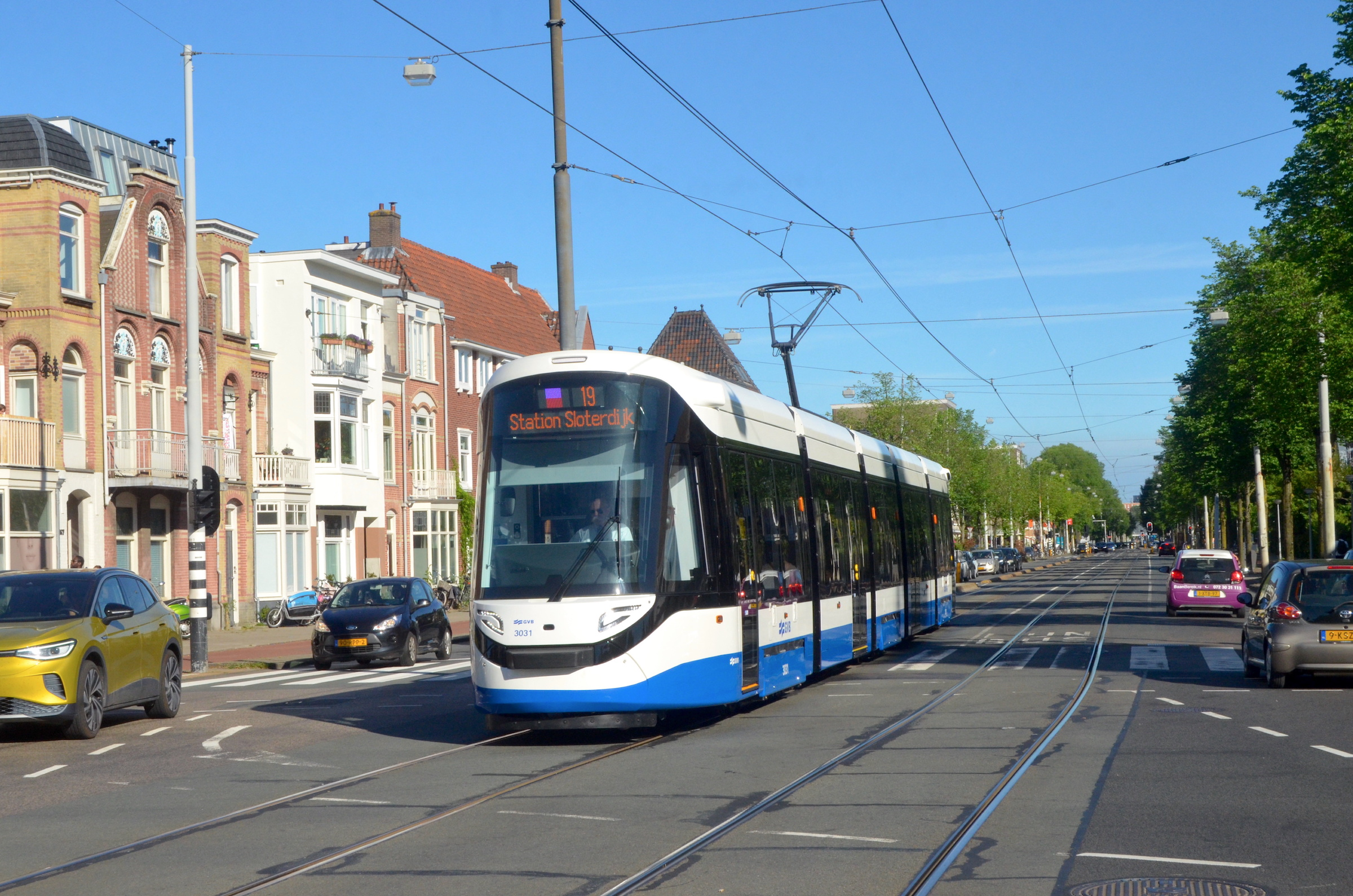
Vagn från 2020-talet